# Den förskräcklige doktor Orlof
Den förskräcklige doktor Orlof (även känd som The Awful Dr. Orloff eller Cries in the Night, ursprungligen Gritos en la noche) är en av Jess Francos tidiga filmproduktioner.

## Handling
Dr. Orloff tar, med hjälp av sin assistent, vackra kvinnor till fånga. Deras hy skall användas till att återställa dotterns vanskapta ansikte. 

## Rollista
| Conrado San Martín | – Inspector Tanner        |
| Diana Lorys        | – Wanda Bronsky / Melissa |
| Howard Vernon      | – Dr. Orloff              |
| Perla Cristal      | – Arne                    |
| María Silva        | – Dany                    |
| Ricardo Valle      | – Morpho Lodner           |
| Mara Laso          | – Irma Gold               |
| Venancio Muro      | – Jean Rousseau           |
| Félix Dafauce      | – Inspector               |
| Faustino Cornejo   | – Jeannot                 |
| Manuel Vázquez     | – Klein                   |